# Nachal Margalijot
Nachal Margalijot (hebrejsky: נחל מרגליות) je vádí v Horní Galileji, v severním Izraeli.
Začíná v nadmořské výšce okolo 600 metrů na východním okraji vesnice Margalijot v horách Naftali. Směřuje pak k východu zalesněným údolím, přičemž prudce klesá ze severojižně orientovaného terénního zlomu do Chulského údolí, kde jeho tok končí v prostoru města Kirjat Šmona. Okolí vádí je turisticky využívané. Vede tu úsek izraelské stezky.